# 그모스

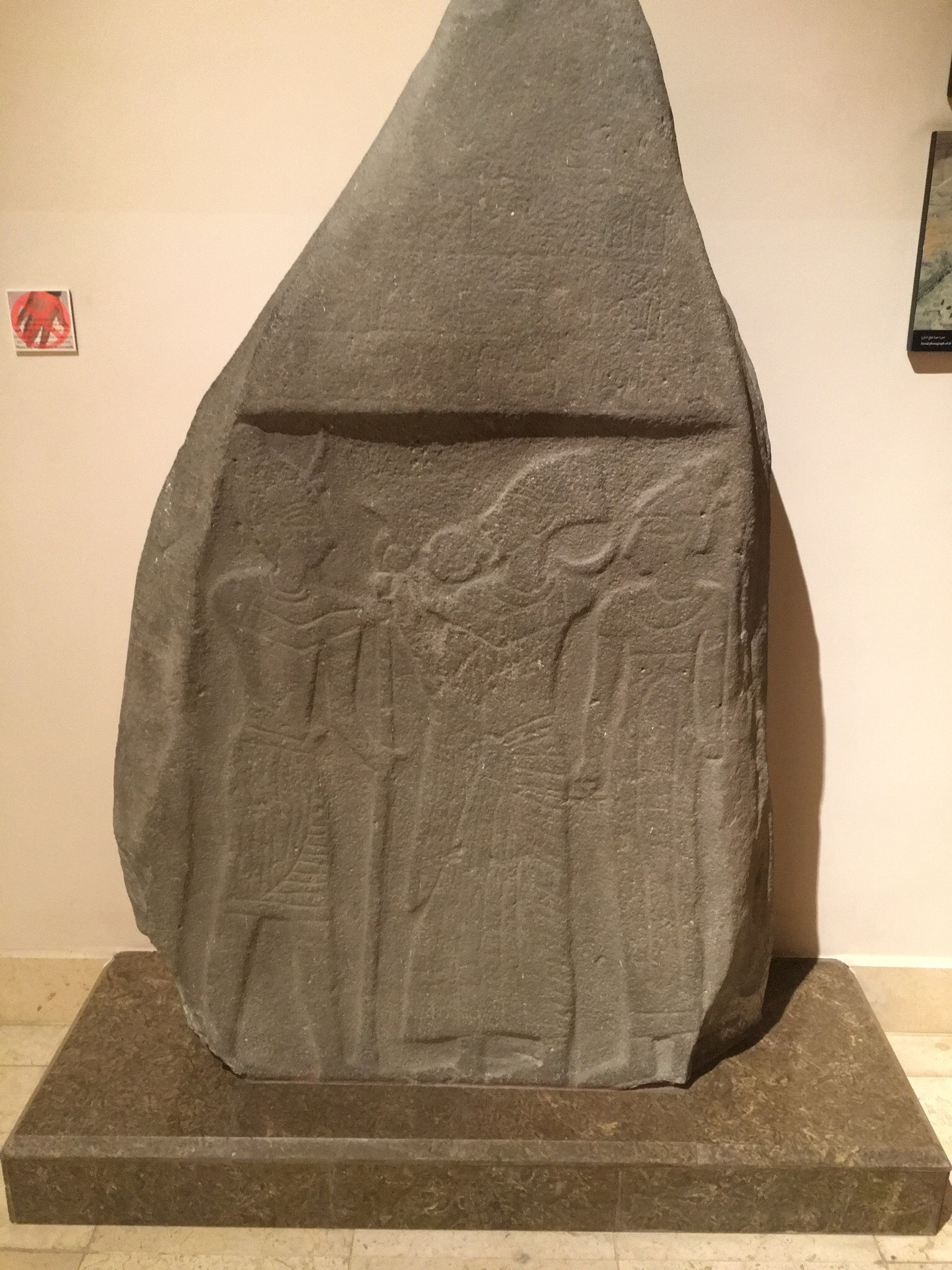
알바루 석비. 여러 신의 부조가 나타나 있는데, 샤수를 쓰고 있는 사람에게 홀을 넘기는 신이 그모스로 추정된다.

그모스(/ˈkiːmɒʃ/ 모압어: 𐤊𐤌𐤔 Kamāš; כְּמוֹשׁ Kəmōš  [kǝˈmoːʃ]; 에블라어: 𒅗𒈪𒅖 Kamiš, 아카드어: 𒅗𒄠𒈲 Kâmuš)는 모압을 비롯한 고대 가나안의 종교에서 숭배되었던 신이다. 메사 석비와 구약성경을 통해 알려졌다. 구약 성경에서 그모스는 주로 모압 사람들의 신으로 등장하지만, 판관기 11장 등에서는 암몬인의 신이라고도 말한다. 그 전 암몬인이 주로 숭배하던 신으로 묘사되던 신은 밀곰이다.

## 어원
그모스의 어원은 분명히 알려져있지 않다. 학자들은 고대 셈족 종교의 신 샤마쉬와 관련이 있을 수 있다는 가설을 제기한다.그러나 에블라에서 발견된 점토판에 카미쉬라고 적혀있기도 해서, 메소포타미아 종교의 신 네르갈의 한 형태일지도 모른다는 의견도 제기된다.

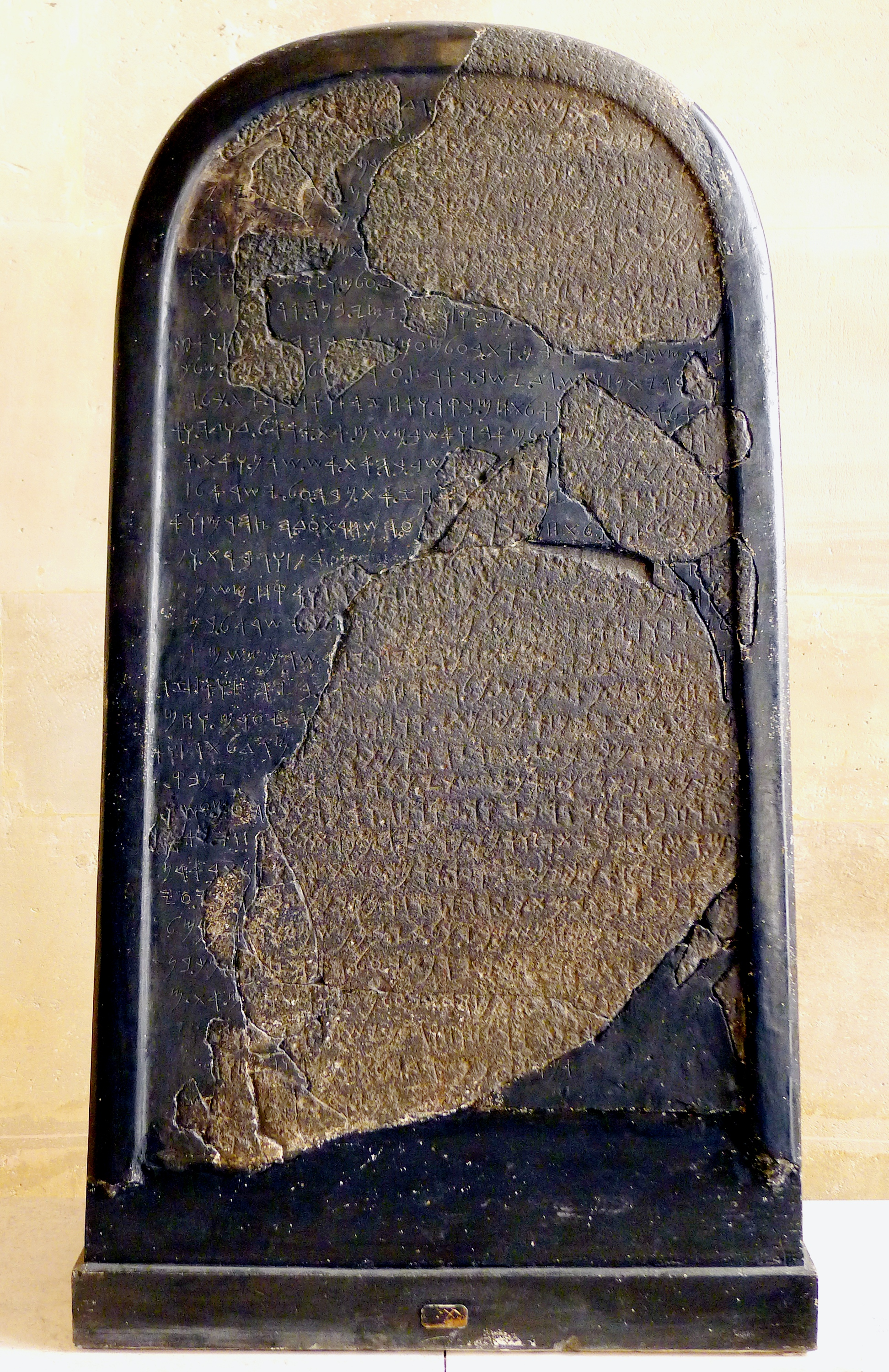
기원전 840년 세워진 메사 석비

## 성경에서
구약성경에서 그모스는 가나안 민족의 신으로 등장한다. 모압의 족속을 두고 '그모스의 백성'이라 부르기도 하였다. 판관기 11장에서 입다가 암몬인의 왕에게 사절을 보낼 때 그모스를 두고 암몬의 신으로 부르기도 하는데, 다른 구절들에서는 몰록이 그들의 신이라고 언급된다. 열왕기상 11장에서 솔로몬이 그모스 우상을 들여올 때 "모압의 혐오스러운 우상"으로 묘사된다. 11세기의 랍비 라시는 솔로몬이 모압 여인을 아내로 맞이한 것을 두고 사실 솔로몬의 아내가 이러한 우상들을 지은 것이지만, 솔로몬이 이를 저지하지 않은 것 역시 가증한 일이라고 서술한다. 이후 열왕기하 23장에서 시돈 사람들의 우상인 아스타로트와 모압 사람들의 우상인 그모스와 암몬 사람들의 밀곰을 섬기려고 예루살렘 정면 '멸망의 산' 오른쪽에 지었던 산당들을 요시아왕이 모두 허물었다고 기록한다.
열왕기하 3장에서 등장하는 모압 왕 메사의 석비에서 메사가 이스라엘과 싸워 얻은 승리를 두고, "그모스가 그들을 우리 앞으로 끌어내셨다"라고 묘사한다. 열왕기하 3장의 본문에서는 메사가 이스라엘과의 전투에서 형세가 자신에게 불리하게 돌아가자 맏아들을 인신공양하였다고 적는데, 이를 보고 당황한 이스라엘의 군대가 흩어졌다고 기록한다. 요시아의 개혁 이후에도 그모스 신앙은 이스라엘 안에서도 계속되었다(왕하 17:17). 따라서 예레미야서 48장에서도 그모스를 믿는 사람들돠 그모스가 포로로 끌려가게 되며 수치를 당할 것이라는 예언이 등장한다.(렘 48:7, 13)

## 고고학
요르단의 카라크의 한 집에서 발견된 모압어로 기록된 비문에서는, 모압 왕 메사가 그모스에게 번제를 바쳤다고 기록한다.
아시리아의 문서에서도 그모스를 어근으로 구성된 모압 왕들의 이름이 나타난다. 센나케립 시대에 기록된 모압 왕 이름으로는 '카미시나답'이 있는데, 여기서 '카미시'가 그모스와 동치인 것으로 본다. 또한 아슈르바니팔대의 기록에도 그모스에서 따온 왕의 이름이 나타난다. 이외에도 그모스와 동치인 것으로 보이는 'חוש'를 어근으로 가진 이름은 여러 인장에서도 발견되었다. 아케메네스령 이집트의 아람어 파피루스에서도 '케메시팔트'가 등장하는데 여기서 '케메시' 역시 그모스를 나타낸 것으로 본다. 아케메네스 제국 말기의 모압에서 발굴된 아람어 비문에도 여러 차례 나타난다.